# 長崎県道26号佐世保港線
長崎県道26号佐世保港線（ながさきけんどう26ごう させぼこうせん）は、長崎県佐世保市を通る県道（主要地方道）である。

## 概要
佐世保市平瀬町から佐世保市松浦町に至る総延長421 mの路線である。地元では通称国際通りとも呼ばれている。
このような経緯から、幅員は極端に広く、松浦町 - 上町間の旧国道区間は6車線、平瀬町内の旧鎮守府構内道路区間は中央分離帯つき4車線。6車線区間は県道11号へのアプローチのために車線変更を行う車が錯綜する。佐世保市消防局（1989年（平成元年）移転）、佐世保市総合医療センター（1990年（平成2年）移転）、佐世保中央IC（2010年（平成22年）設置）などが沿線に位置し、交通量は増加している。

### 路線データ
- 起点：佐世保市平瀬町（平瀬交差点（佐世保港付近）、長崎県道11号佐世保日野松浦線上）
- 終点：佐世保市松浦町（松浦町交差点、国道35号交点）
- 総延長：421 m

## 歴史
戦前の旧国道33号（松浦町 - 上町間）と佐世保鎮守府構内道路（平瀬町内）をルーツとする。佐世保市役所前まで直進する現国道35号と違い、旧33号は現松浦町交差点で西に曲がり、佐世保鎮守府正門を終点としていた。構内道路は正門から平瀬埠頭まで続いている。1952年（昭和27年）12月4日、新道路法に基づく路線指定で、旧33号は一級国道35号（佐賀県杵島郡武雄町（現 武雄市） - 長崎県佐世保市）として指定された。この際、35号の終点が市役所前に変更され、取り残された旧33号末端部分と構内道路は1954年（昭和29年）1月29日、主要地方道第1次指定により県道佐世保港線となった。ただし、旧ジョスコー線線路敷を境界として南側は米軍基地として接収されたため、一般車両の通行は新設された米軍ゲートまでに限定される。
上町で分岐する現長崎県道11号佐世保日野松浦線は戦前から通じており、鎮守府正門手前から分岐して鎮守府構内を山沿いに迂回するルートをたどっていた。このため、松浦町 - 上町は長崎県道11号佐世保日野松浦線との重複区間であり、長崎県道26号の独立区間は平瀬町内のみの時代が長く続いた。長崎県道11号佐世保日野松浦線が西九州自動車道の開通に伴い、佐世保みなとICを起点に変更したため、今度は逆に、平瀬町内が重複区間、松浦町 - 上町間が長崎県道26号の独立区間となっている。SSKバイパス（市道佐世保相浦循環線）は長崎県道11号佐世保日野松浦線のバイパスとして建設され、米軍ゲート前を起点として1969年（昭和44年）に開通した。

### 年表
- 1993年（平成5年）5月11日 - 建設省から、県道佐世保港線が佐世保港線として主要地方道に指定される[1]。

## 路線状況

### 重複区間
- 長崎県道11号佐世保日野松浦線（佐世保市平瀬町・平瀬交差点（起点） - 佐世保市上町）

### 道路施設

#### 橋梁
- 佐世保橋（佐世保川、佐世保市）

## 地理

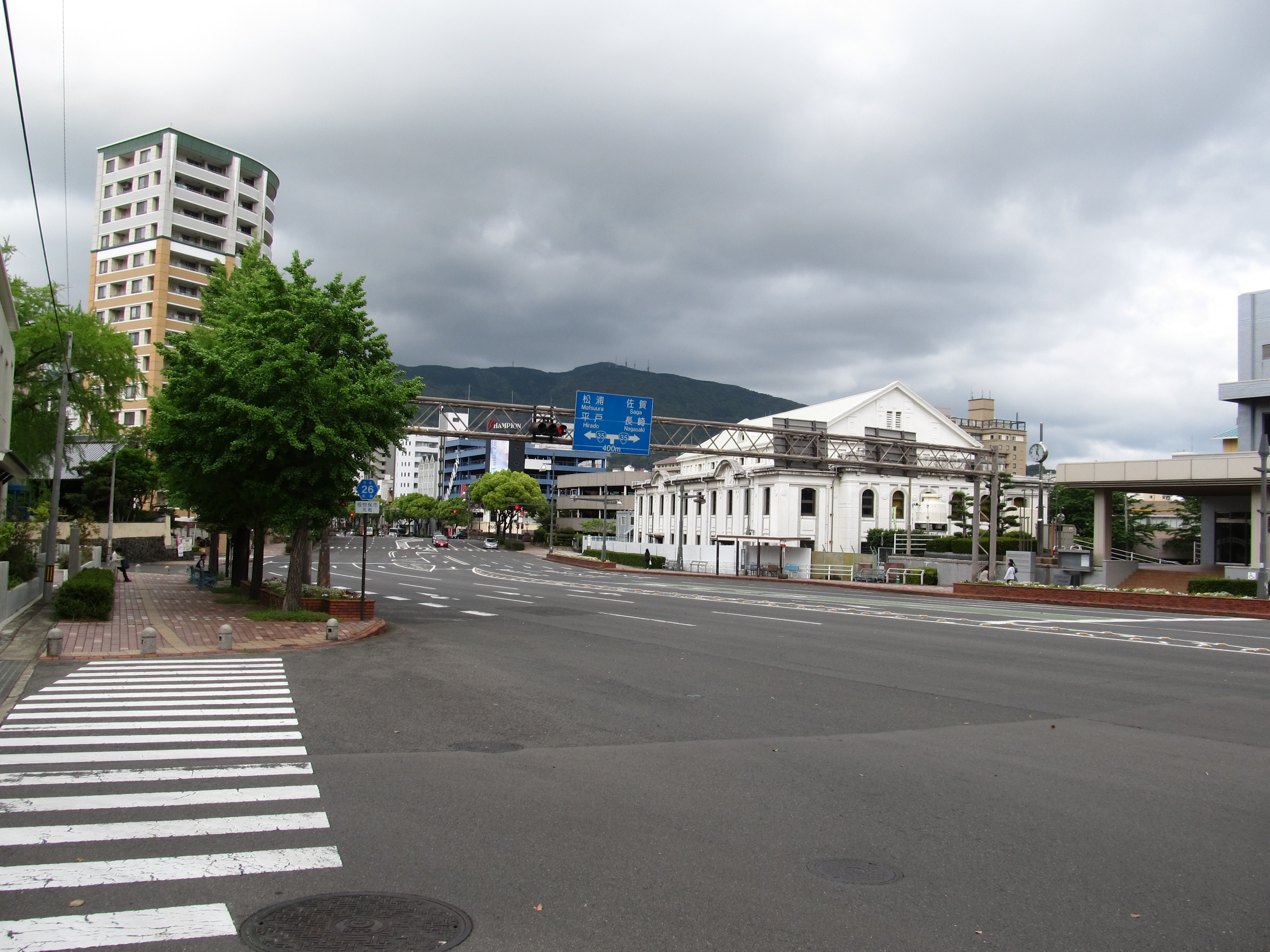
長崎県道26号
佐世保市上町

### 通過する自治体
- 長崎県
  - 佐世保市

### 交差する道路
| 交差する道路                              | 交差する場所 | 交差する場所        |
| ----------------------------------------- | ------------ | ------------------- |
| 長崎県道11号佐世保日野松浦線 重複区間起点 | 平瀬町       | 起点                |
| E35 西九州自動車道 / 佐々佐世保道路       | 矢岳町       | 6 佐世保中央IC      |
| 長崎県道11号佐世保日野松浦線 重複区間終点 | 上町         |                     |
| 国道35号                                  | 松浦町       | 松浦町交差点 / 終点 |

### 沿線
- 三ヶ町商店街
- 佐世保市総合医療センター
- 海上自衛隊佐世保史料館
- 佐世保地方隊